# Oil Kings d'Edmonton
Pour les articles homonymes, voir Oil Kings d'Edmonton (homonymie).
Les Oil Kings d'Edmonton sont une franchise de hockey sur glace de la Ligue de hockey de l'Ouest. L'équipe joue à Edmonton, dans la province de l'Alberta, au Canada et est domiciliée au Rogers Place qui accueille également les Oilers d'Edmonton.
L'équipe est détenue par Daryl Katz, également propriétaire des Oilers d'Edmonton.

## Historique
De 1966 à 1976 puis de 1978 à 1979, deux autres franchises ont porté le nom de Oil Kings d'Edmonton. En 2007, une nouvelle franchise s'installe à Edmonton et fait revivre le nom de l'équipe dans la LHOu.
Lors de la saison 2011-2012, les Oil Kings remportent la Coupe Ed Chynoweth, à l'issue d'une finale les opposants aux Winterhawks de Portland sur un score de 4-3. Les deux équipes se retrouvent face à face en finale de la saison suivante et s'inclinent sur un score de 2-4.
Le 25 mai 2014, les Oil Kings défait le Storm de Guelph par la marque de 6-3 et remporte la Coupe Memorial.

## Statistiques
| Saison    | PJ | V  | D  | N | DP | DTB | BP  | BC  | Pts | Classement                  | Séries éliminatoires                               |
| --------- | -- | -- | -- | - | -- | --- | --- | --- | --- | --------------------------- | -------------------------------------------------- |
| 2007-2008 | 72 | 22 | 39 | - | 4  | 7   | 162 | 241 | 55  | 5e division centrale        | Non qualifiés                                      |
| 2008-2009 | 72 | 29 | 34 | - | 4  | 5   | 191 | 252 | 67  | 5e division centrale        | Défaite au premier tour                            |
| 2009-2010 | 72 | 16 | 43 | - | 4  | 9   | 169 | 285 | 45  | 6e division centrale        | Non qualifiés                                      |
| 2010-2011 | 72 | 31 | 34 | - | 2  | 5   | 249 | 252 | 69  | 4e division centrale        | Défaite au premier tour                            |
| 2011-2012 | 72 | 50 | 15 | - | 3  | 4   | 310 | 193 | 107 | 1er division centrale       | Champion de la ligue                               |
| 2012-2013 | 72 | 51 | 15 | - | 2  | 4   | 155 | 108 | 278 | 1er division centrale       | Défaite en finale *                                |
| 2013-2014 | 72 | 50 | 19 | - | 2  | 1   | 290 | 179 | 103 | 1re de la division Centrale | Vainqueurs                                         |
| 2014-2015 | 72 | 34 | 31 | - | 4  | 3   | 217 | 204 | 75  | 5e de la division Centrale  | Défaite au 1er tour                                |
| 2015-2016 | 72 | 29 | 36 | - | 6  | 1   | 197 | 238 | 65  | 5e de la division Centrale  | Défaite au 1er tour                                |
| 2016-2017 | 72 | 23 | 43 | - | 5  | 1   | 193 | 292 | 52  | 5e de la division Centrale  | Non qualifiés                                      |
| 2017-2018 | 72 | 22 | 42 | - | 6  | 2   | 204 | 315 | 52  | 6e de la division Centrale  | Non qualifiés                                      |
| 2018-2019 | 68 | 42 | 18 | - | 4  | 4   | 259 | 196 | 92  | 1re de la division Centrale | Défaite au 3e tour                                 |
| 2019-2020 | 64 | 42 | 12 | - | 6  | 4   | 239 | 167 | 94  | 1re de la division Centrale | Séries annulées à cause de la pandémie de COVID-19 |